# Theridion contreras
Theridion contreras är en spindelart som beskrevs av Claude Lévi 1959. Theridion contreras ingår i släktet Theridion och familjen klotspindlar. Inga underarter finns listade i Catalogue of Life.